# Liste der Truppenübungsplätze der Armee des Deutschen Kaiserreiches
Die Liste der Truppenübungsplätze der Armee des Deutschen Kaiserreiches nennt die Truppenübungsplätze des Deutschen Heeres des Deutschen Kaiserreiches (1871 bis 1918), zu dem Königreich Preußen, Königreich Bayern, Königreich Sachsen und Königreich Württemberg zählten. 
Die Plätze dienten zur Abhaltung von Exerzierübungen und kriegsmäßigen Schießübungen der Infanterie auf Regiments- und Brigadeebene. Feldartillerie und Kavallerie nutzten ebenfalls die Truppenübungsplätze für ihre Zwecke. Die Fußartillerie belegte ausschließlich die Schießplätze in Wahn, Thorn und Lager Lechfeld.

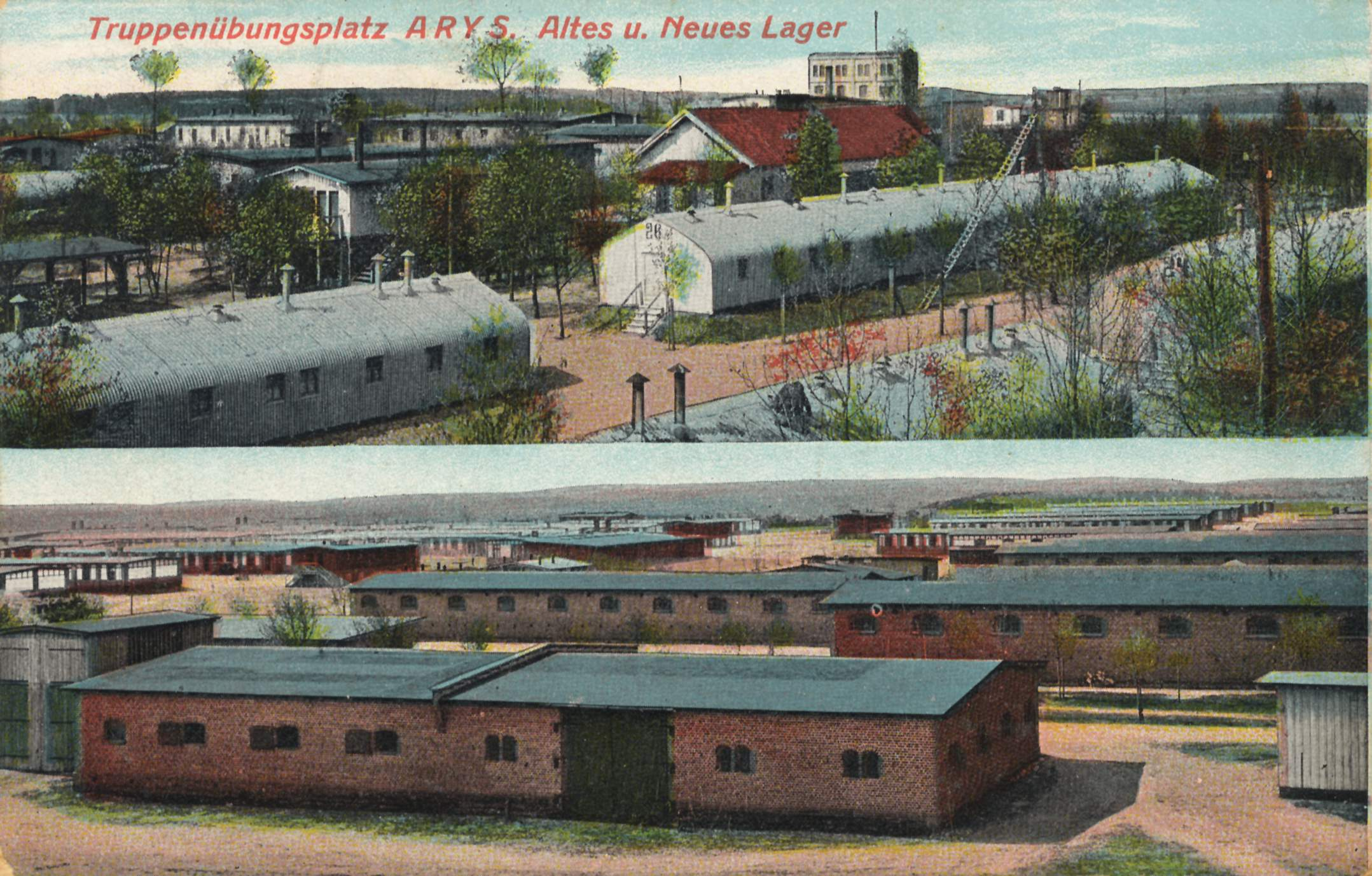
Truppenübungsplatz Arys

Verwaltung, und Instandhaltung, Bereitstellung von Munition und Scheibenmaterial war Aufgabe der jeweiligen Truppenübungsplatzkommandantur. Die Oberaufsicht führten die jeweiligen Generalkommandos, bzw. bei der Fußartillerie die Generalinspektion derselben.
Zur Unterbringung für Offiziere, Unteroffiziere, Mannschaften und Pferde dienten vorhandenen Baracken aus Stein, Fachwerk, Wellblech oder auch Zelte. Auf den Schießplätzen sind zu Übungszwecken Beobachtungstürme, Sicherheitsstände und Übungswerke angelegt.

## Liste
| Bezeichnung                       | Ort                       | Generalkommando        |
| --------------------------------- | ------------------------- | ---------------------- |
|                                   | Grömitz                   | Gardekorps             |
| Truppenübungsplatz Arys           | Arys                      | I. Armeekorps          |
| Truppenübungsplatz Jüterbog       | Jüterbog                  | III. Armeekorps        |
|                                   | Alten-Grabow              | IV. Armeekorps         |
| Warthelager                       | Posen                     | V. Armeekorps          |
|                                   | Lamsdorf                  | VI. Armeekorps         |
| Sennelager                        | Paderborn                 | VII. Armeekorps        |
| Truppenübungsplatz Friedrichsfeld | Wesel                     | VII. Armeekorps        |
| Truppenübungsplatz Elsenborn      | Elsenborn                 | VIII. Armeekorps       |
| Lockstedter Lager                 | Hohenlockstedt            | IX. Armeekorps         |
| Truppenübungsplatz Munster        | Munster                   | X. Armeekorps          |
| Gutsbezirk Münsingen              | Münsingen                 | XIII. Armeekorps       |
| Lager Heuberg                     | Großer Heuberg            | XIV. Armeekorps        |
|                                   | Hagenau                   | XV. Armeekorps         |
|                                   | Hammerstein               | XVII. Armeekorps       |
|                                   | Darmstadt                 | XVIII. Armeekorps      |
| Schießplatz Wahn                  | Köln-Wahn                 | Fußartillerie          |
| Truppenübungsplatz Thorn          | Thorn                     | Fußartillerie          |
| Lager Lechfeld                    | Graben und Untermeitingen | Fußartillerie          |
| Truppenübungsplatz Hammelburg     | Hammelburg                | Kgl. bayr. Truppen     |
| Truppenübungsplatz Zeithain       | Zeithain                  | Kgl. sächs. Truppen    |
| Truppenübungsplatz Münsingen      | Münsingen                 | Kgl. württemb. Truppen |